# Pula-pula-de-cauda-avermelhada
O pula-pula-de-cauda-avermelhada (Myiothlypis fulvicauda) é uma espécie de ave da família Parulidae.
Pode ser encontrada nos seguintes países: Bolívia, Brasil, Colômbia, Costa Rica, Equador, Honduras, Nicarágua, Panamá e Peru. Seus habitats naturais são: florestas subtropicais ou tropicais húmidas de baixa altitude.